# TNA Emergence
Emergence é um evento de luta livre profissional produzido pela Total Nonstop Action Wrestling. O primeiro evento foi realizado em 2020 e é realizado anualmente durante o mês de agosto.

## História
Desde abril de 2020, devido à pandemia de COVID-19 nos Estados Unidos, o Impact teve que apresentar a maior parte de sua programação a portas fechadas no Skyway Studios em Nashville, Tennessee. O evento inaugural do Emergence ocorreu em 14 de agosto de 2020, no Skyway Studios, mas foi ao ar em atraso de fita em duas noites, sendo a primeira em 18 de agosto e a segunda em 25 de agosto. O segundo Emergence, que foi filmado de 15 a 16 de agosto de 2021, no Skyway Studios, e foi ao ar em atraso de fita em 20 de agosto, viu o retorno da presença ao vivo.

## Eventos
| 1                                                  | Emergence (2020) | 18 de agosto de 2020 | Nashville, Tennessee     | Skyway Studios                       | The Motor City Machine Guns (Alex Shelley e Chris Sabin) (c) vs. The North (Ethan Page e Josh Alexander) pelo Campeonato Mundial de Duplas do Impact | [ 3 ] [ 4 ] |
| 1                                                  | Emergence (2020) | 25 de agosto de 2020 | Nashville, Tennessee     | Skyway Studios                       | Deonna Purrazzo (c) vs. Jordynne Grace em uma luta Iron Woman de 30 minutos pelo Campeonato das Knockouts do Impact                                  | [ 3 ] [ 4 ] |
| 2                                                  | Emergence (2021) | 20 de agosto de 2021 | Nashville, Tennessee     | Skyway Studios                       | Christian Cage (c) vs. Brian Myers pelo Campeonato Mundial do Impact                                                                                 | [ 5 ]       |
| 3                                                  | Emergence (2022) | 12 de agosto de 2022 | Chicago, Illinois        | Cicero Stadium                       | Josh Alexander (c) vs. Alex Shelley pelo Campeonato Mundial do Impact                                                                                | [ 6 ]       |
| 4                                                  | Emergence (2023) | 27 de agosto de 2023 | Toronto, Ontário, Canadá | Rebel Entertainment Complex          | Trinity (c) vs. Deonna Purrazzo pelo Campeonato Mundial das Knockouts do Impact                                                                      | [ 7 ]       |
| 5                                                  | Emergence (2024) | 30 de agosto de 2024 | Louisville, Kentucky     | Old Forester’s Paristown Hall        | Nic Nemeth (c) vs. Josh Alexander em luta Iron Man de 60 minutos pelo Campeonato Mundial da TNA                                                      | [ 8 ]       |
| 6                                                  | Emergence (2025) | 15 de agosto de 2025 | Baltimore, Maryland      | Chesapeake Employers Insurance Arena | Trick Williams (c) vs. Moose pelo Campeonato Mundial da TNA                                                                                          | [ 9 ]       |
| (c) – refere-se ao(s) campeão(es) indo para a luta |                  |                      |                          |                                      | |             |